# Ілля Шор
Ілля Шор (16 квітня 1904, Золочів, Королівство Галичини та Володимирії, Австро-Угорщина — 7 червня 1961, Нью-Йорк, США) — американський художник єврейського походження, живописець, ювелір, гравер, скульптор і книжковий ілюстратор, — став одним із засновників і видатних представників «єврейського стилю» в мистецтві США.

## Життєпис
Ілля Шор народився 16 квітня 1904 року у Золочеві в хасидській родині. Його батько Нафталі Шор (1847—1933) був народним художником-самоуком, який малював барвисті вивіски для крамниць Золочева і в сусідніх містечках. Родина Шора мешкала поблизу Великої Синагоги у Золочеві. З юних років Ілля Шор освоював майстерність обробки срібла та інших металів, а також вивчав технологію друкування гравюр. 1930 року вступив до Варшавської академії образотворчих мистецтв, де він навчався живопису. Під час навчання в Академії він закохався у молоду художницю Ресю Айнштайн, яка згодом стала його дружиною. У 1937 році він отримав грант від уряду Польщі на можливість навчатися у Парижі. Він з успіхом експонувалися на Осінньому салоні 1938 року. Ілля і Реся уклали шлюб у 1939 році. 
У травні 1940 року вони втекли з Парижа до Марселя — в надії покинути Францію, подалі від наступаючих німецьких військ. У Марселі — найбільшому портовому місті неокупованої частини Франції, у 1940—1941 роках зібралися тисячі єврейських біженців, які очікували візи в США. Завдяки віце-консулу США в Марселі Гаррі Бінхему та американському журналісту Верайану Фраю більше 2000 біженців-євреїв отримали візи в США і змогли врятуватися від знищення. Серед врятованих були Ілля і Реся Шор, які отримали візу буквально в останню мить — завдяки гарантіям брата Абрама Шора, який емігрував з Золочева ще до народження Іллі та став успішним ресторатором в Лос-Анжелесі. Молода сім’я на пароплаві перетнула Атлантику й прибула у Нью-Йорк 3 грудня 1941 року.
В Америці Ілля Шор відкрив студію безпосередньо у власній квартирі у Нью-Йорку, а дружина допомагала йому у творчості. Після його смерті у 1961 році, Реся Шор більше 40 років працювала як художниця і ювелір в їхній майстерні, продовжуючи справу життя чоловіка.
Двадцять років в Америці стали періодом творчого розквіту Іллі Шора. У США він співпрацював з великими синагогами. Серед його робіт – серія ілюстрацій для книг Шолом Алейхема. У збірнику про хлопчика Мотла показаний шлях єврейських емігрантів з української Касрилівки в Нью-Йорк. Цікаво, що в сцені пояснення Мотла про єврейський погром, Шор зображує погромників в російському одязі початку ХХ століття. Також ілюстрації Шора до творів відомого філософа і богослова, рабина Авраама Джошуа Гешеля «Земля — це Господь» та «Субота». Шор також був творцем унікальних ювелірних виробів та дрібних предметів на тематику юдаїки зі срібла та золота. У пізніші роки він також працював над абстрактними скульптурами з латуні та міді.
Упродовж 1940-1950-х років його роботи експонувалися у багатьох галереях США, зокрема, 1948 році у Бостонському музеї сучасного мистецтва та Єврейському музеї у Нью-Йорку та 1953 року — в галереї «Сальпетер» (Нью-Йорк). У 1956—1960 роках його праці були включені до складу групових виставок «Літургійне мистецтво», «Клуб мистецтв Чикаго»; «Шість американських скульпторів»  (центр мистецтв у Мілвокі), «Мистецтво в юдаїзмі — минуле і сучасне» (музей Ньюарка) та багатьох інших.
Ілля Шор помер у Нью-Йорку 7 червня 1961 року. 
Вже по його смерті, у 1965 році в Єврейському музеї Нью-Йорка відбувся ретроспективний показ його творів. Ще одна менша виставка творів під назвою: «Життя старого єврейського Штетла: Картини та срібло Іллі. Шор», відбулася в Музеї університету Єшиви у 1975 році. Його твори представлені у збірках музею мистецтв Метрополітен, Єврейського музею (Нью-Йорк), Єрусалимської великої синагоги фундації Якова та Бель Розенбаум, Музею мистецтв Північної Кароліни та Єврейського музею Сіднея в Австралії.

## Доробок
- «Клоун» (латунь, 6½"×11¼", 1950-і роки);
- «Автопортрет» (пензель, гуаш, 8"×10", 1940-ві роки);
- «Ханука» (гравюра, срібло, 1950-і роки);
- «Земля — це Господь» та «Субота» — ілюстрації Шора на тематику творів відомого філософа і богослова, рабина Авраама Джошуа Гешеля (гравюра, дерево, 1951);
- «Син кантора» — на тематику твору Шолома-Алейхема «Хлопчик Мотл» (гравюра, дерево, 1951).

## Родина
- дружина — Реся Айнштайн (Шор, 5 грудня 1910 — 27 листопада 2006) — художниця;[1]
- донька — Наомі Шор (10 жовтня 1943 — 2 грудня 2001) — літературознавець і теоретик французької літератури;[2]
- донька — Мира Шор (нар. 1 червня 1950) — американська художниця, культуролог і мистецтвознавець.[3]